# أبو عثمان المغربي
أَبُو عُثْمَان سعيد بن سَلام المغربي القيرواني، أحد علماء أهل السنة والجماعة ومن أعلام التصوف السني في القرن الرابع الهجري، قال عنه أبو عبد الرحمن السلمي[ ؟ ]: «كَانَ أوحد فِي طَرِيقَته وزهده بَقِيَّة الْمَشَايِخ وتاريخهم، لم يُرَ مثلَه فِي علوّ الْحَال وصون الْوَقْت وَصِحَّة الحكم بالفراسة وَقُوَّة الهيبة»، وقال عنه أبو القاسم القشيري: «واحد عصره، لم يوصف مثله قبله، وكان في الرياضة كبير الشأن»، وقال عنه الخطيب البغدادي: «كان من كبار المشايخ له أحوال وكرامات».

## حياته
أصله من نَاحيَة قيروان (في تونس) من قَرْيَة يُقَال لَهَا «كركنت»، وأَقَامَ بِالْحرم مُدَّة وَكَانَ شَيْخه، صحب أَبَا عَليّ بن الْكَاتِب وحبيباً المغربي وَأَبا عَمْرو الزجاجي، وَلَقي أَبَا يَعْقُوب النهرجوري وَأَبا الْحسن بن الصَّائِغ الدينَوَرِي وَغَيرهم من الْمَشَايِخ. ورد نيسابور وَمَات بهَا سنة 373 هـ، وكان قد أوصى بأن يصلّي عليه الإمام أبو بكر بن فورك.

## من أقواله
- من مد يَده إِلَى طَعَام الْأَغْنِيَاء بشره وشهوة لَا يفلح أبدا وَلَيْسَ يعْذر فِيهِ إِلَّا الْمُضْطَر.[5]
- ليكن تدبرك فِي الْخلق تدبر عِبْرَة وتدبرك فِي نَفسك تدبر موعظة وتدبرك فِي الْقُرْآن تدبر حَقِيقَة ومكاشفة قَالَ الله تَعَالَى ﴿أَفلا يتدبرون الْقُرْآن﴾ جرأك بِهِ على تِلَاوَة خطابه وَلَوْلَا ذَاك لكلت الألسن عَن تِلَاوَته.[5]